# قوائم زعماء الدول حسب العمر
> تحتوي هذه المقالة على قوائم مختلفة لقادة الدول مرتبة حسب العمر، وهم يعرفون بأنهم رؤساء دول و/أو رؤساء حكومات. ويمكن حساب العمر بدقة باستخدام أداة إلكترونية تدعم التقويمين الهجري والميلادي، مما يساعد في التحقق من أعمار القادة بشكل دقيق عند المقارنة والتحليل التاريخي.

## أقدم قادة الدولة في الخدمة

### العشرة الأوائل في الخدمة حاليًا

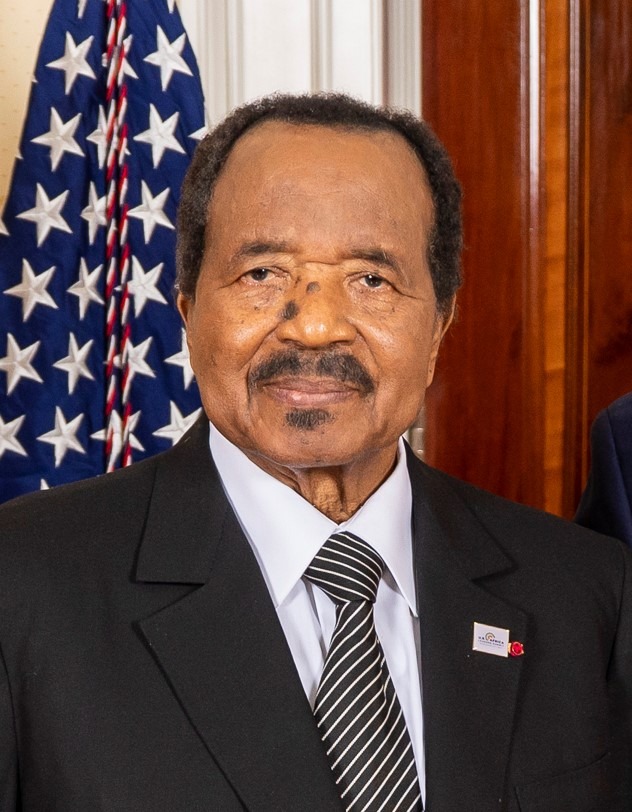
بول بيا، أقدم زعيم دولة في الوقت الحالي

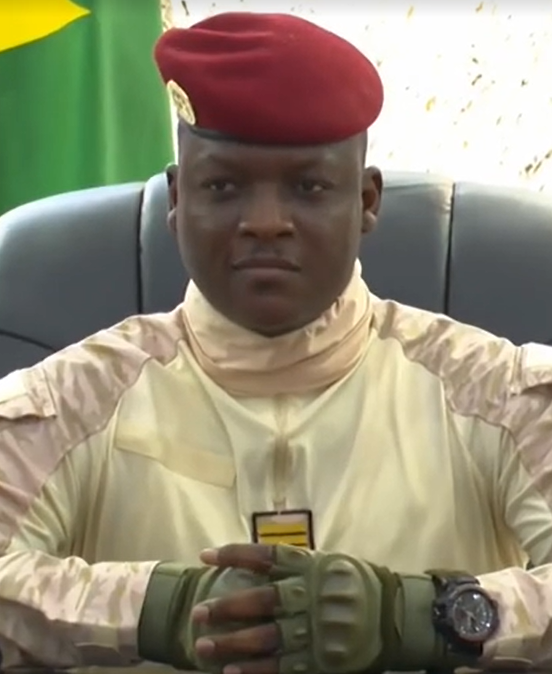
إبراهيم تراوري أصغر زعيم دولة في السلطة

الأشخاص الذين يشغلون حاليًا منصب رئيس الدولة و/أو رئيس الحكومة، أو زعيم حزب في نظام الحزب الواحد، أو ممثل رئيس الدولة.
| الترتيب | الاسم                       | المنصب                                           | تولي المنصب | الميلاد        | العمر              |
| ------- | --------------------------- | ------------------------------------------------ | ----------- | -------------- | ------------------ |
| 1       | بول بيا                     | رئيس الكاميرون                                   | 1982        | 13 فبراير 1933 | 92 سنوات و103 أيام |
| 2       | محمود عباس                  | رئيس السلطة الوطنية الفلسطينية، رئيس دولة فلسطين | 2005        | 15 نوفمبر 1935 | 89 سنوات و193 أيام |
| 3       | سلمان بن عبد العزيز آل سعود | ملك السعودية                                     | 2015        | 31 ديسمبر 1935 | 89 سنوات و147 أيام |
| 4       | فرنسيس                      | بابا الكرسي الرسولي، رئيس دولة مدينة الفاتيكان   | 2013        | 17 ديسمبر 1936 | 88 سنوات و161 أيام |
| 5       | هارلد الخامس                | ملك النرويج                                      | 1991        | 21 فبراير 1937 | 88 سنوات و95 أيام  |
| 6       | علي خامنئي                  | المرشد الأعلى لإيران                             | 1989        | 19 أبريل 1939  | 86 سنوات و38 أيام  |
| 7       | محمد يونس                   | القائم بأعمال رئيس وزراء بنغلاديش                | 2024        | 28 يونيو 1940  | 84 سنوات و333 أيام |
| 8       | مشعل الأول                  | أمير الكويت                                      | 2023        | 27 سبتمبر 1940 | 84 سنوات و242 أيام |
| 9       | مايكل د.                    | رئيس أيرلندا                                     | 2011        | 18 أبريل 1941  | 84 سنوات و39 أيام  |
| 10      | سيرجيو ماتاريلا             | رئيس إيطاليا                                     | 2015        | 23 يوليو 1941  | 83 سنوات و308 أيام |

### العشرة الأوائل على مر التاريخ

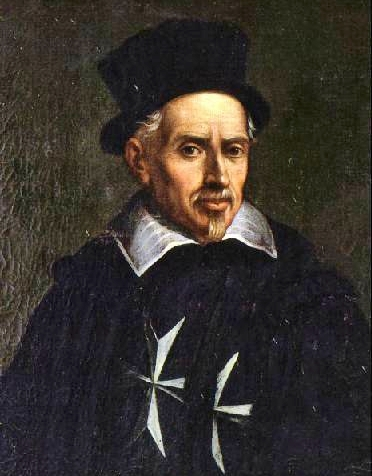
جيوفاني باولو لاسكاريس، أقدم زعيم دولة في كل العصور، والذي يمكن التحقق من عمره بشكل كامل.

| الترتيب | الاسم                     | النمنصب                                    | آخر عام في المنصب (سبب النهاية) | العمر عند النهاية  |
| ------- | ------------------------- | ------------------------------------------ | ------------------------------- | ------------------ |
| 1       | جيوفاني باولو لاسكاريس    | السيد الأكبر لفرسان الإسبتارية             | 1657 (الوفاة)                   | 97 سنوات و47 أيام  |
| 1       | جيوفاني باولو لاسكاريس    | تاريخ مالطا تحت نظام فرسان القديس يوحنا    | 1657 (الوفاة)                   | 97 سنوات و47 أيام  |
| 2       | إليزابيث الثانية          | ملكة المملكة المتحدة ودول الكومنولث الأخرى | 2022 (وفاة)                     | 96 سنوات و140 أيام |
| 3       | بريم تينسولانوندا         | وصي العرش التايلاندي ‏                      | 2016 (نهاية المدة)              | 96 سنوات و97 أيام  |
| 4       | جورج توبو الأول           | قائمة ملوك تونغا                           | 1893 (الوفاة)                   | 95 سنوات و76 أيام  |
| 5       | مهاتير محمد               | رئيس وزراء ماليزيا                         | 2020 (إقالة)                    | 94 سنوات و235 أيام |
| 6       | نيكولو دا بونتي           | دوق البندقية                               | 1585 (الوفاة)                   | 94 سنوات و196 أيام |
| 7       | ماليتوا تانونافيلي الثاني | أو لي آو أو لي مالو                        | 2007 (الوفاة)                   | 94 سنوات و127 أيام |
| 8       | روبرت موغابي              | رئيس زيمبابوي                              | 2017 (اقالة)                    | 93 سنوات و273 أيام |
| 9       | ليون الثالث عشر           | بابا الكرسي الرسولي                        | 1903 (الوفاة)                   | 93 سنوات و140 أيام |
| 10      | الباجي قائد السبسي        | رئيس تونس                                  | 2019 (الوفاة)                   | 92 سنوات و238 أيام |

## أصغر قادة الدولة في الخدمة

### العشرة الأوائل في الخدمة حاليًا
| الترتيب | الاسم                 | المنصب                                           | تولي المنصب | الميلاد        | العمر              |
| ------- | --------------------- | ------------------------------------------------ | ----------- | -------------- | ------------------ |
| 1       | إبراهيم تراوري        | رئيس الحركة الوطنية لحماية واستعادة بوركينا فاسو | 2022        | 14 مارس 1988   | 37 سنوات و74 أيام  |
| 1       | إبراهيم تراوري        | الرئيس المؤقت لبوركينا فاسو                      | 2022        | 14 مارس 1988   | 37 سنوات و74 أيام  |
| 2       | دانيال نوبوا          | رئيس الإكوادور                                   | 2023        | 30 نوفمبر1987  | 37 سنوات و178 أيام |
| 3       | ميلويكو سبايتش        | رئيس وزراء الجبل الأسود                          | 2023        | 24 سبتمبر 1987 | 37 سنوات و245 أيام |
| 4       | ياكوف ميلاتوفيتش      | رئيس الجبل الأسود                                | 2023        | 7 ديسمبر 1986  | 38 سنوات و171 أيام |
| 5       | سيمون هاريس           | تيشخ أيرلندا                                     | 2024        | 17 أكتوبر1986  | 38 سنوات و222 أيام |
| 6       | باتونجتارن شيناواترا  | رئيس وزراء تايلاند                               | 2024        | 21 أغسطس 1986  | 38 سنوات و279 أيام |
| 7       | غابرييل بوريك         | رئيس تشيلي                                       | 2022        | 11 فبراير 1986 | 39 سنوات و105 أيام |
| 8       | محمد بن سلمان آل سعود | رئيس مجلس الوزراء السعودي                        | 2022        | 31 أغسطس 1985  | 39 سنوات و269 أيام |
| 9       | محمد ديبي             | رئيس تشاد                                        | 2024        | 4 أبريل 1984   | 41 سنوات و54 أيام  |
| 10      | داليبور ريكاردي       | حاكم سان مارينو                                  | 2024        | 4 سبتمبر 1983  | 41 سنوات و265 أيام |

### العشرة الأوائل منذ عام 1875
حي حاليًا
| الترتيب | الاسم              | المنصب         | تولي المنصب | العمر عند تولي المنصب |
| ------- | ------------------ | -------------- | ----------- | --------------------- |
| 1       | ألفونسو الثالث عشر | ملك اسبانيا    | 1886        | 0 أيام                |
| 2       | سوبهوزا الثاني     | ملك سوازيلاند  | 1899        | 141 أيام              |
| 3       | فؤاد الثاني        | ملك مصر        | 1952        | 192 أيام              |
| 4       | بوئي               | إمبراطور الصين | 1908        | 2 سنوات و299 أيام     |
| 5       | غيانيندرا          | ملك نيبال      | 1950        | 3 سنوات و123 أيام     |
| 6       | غوانغشي            | إمبراطور الصين | 1875        | 3 سنوات و195 أيام     |
| 7       | فيصل الثاني        | ملك العراق     | 1939        | 3 سنوات و337 أيام     |
| 8       | ميخائيل الأول      | ملك رومانيا    | 1927        | 5 سنوات و268 أيام     |
| 9       | سيميون الثاني      | ملك بلغاريا    | 1943        | 6 سنوات و73 أيام      |
| 10      | بيتار الثاني       | ملك يوغوسلافيا | 1934        | 11 سنوات و33 أيام     |

## أقدم زعماء الدولة
تظهر القوائم التالية أقدم الأشخاص الذين شغلوا منصب زعيم الدولة (لا يقتصر الأمر على أعمارهم أثناء توليهم المنصب).

### العشرة الأوائل الأطول عمرًا

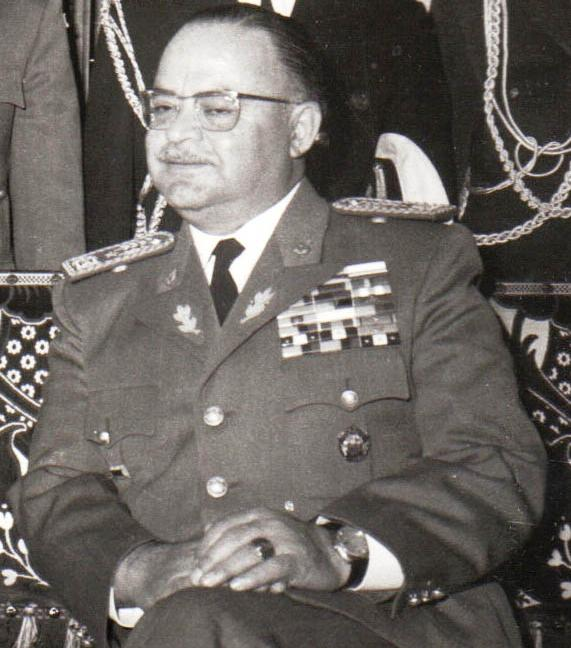
جييرمو رودريجيز، أقدم زعيم دولة على قيد الحياة

| الترتيب | الاسم            | المنصب                            | فترة تولي المنصب             | الميلاد       | العمر               |
| ------- | ---------------- | --------------------------------- | ---------------------------- | ------------- | ------------------- |
| 1       | غييرمو رودريغيز  | رئيس الإكوادور                    | 1972 – 1976 م                | 4 نوفمبر 1923 | 101 سنوات و204 أيام |
| 2       | خامتاي سيفاندون  | رئيس وزراء لاوس                   | 1991 – 1998 م                | 8 فبراير 1924 | 101 سنوات و108 أيام |
| 2       | خامتاي سيفاندون  | رئيس حزب لاو الثوري الشعبي ‏       | 1992 – 2006 م                | 8 فبراير 1924 | 101 سنوات و108 أيام |
| 2       | خامتاي سيفاندون  | رئيس لاوس                         | 1998 – 2006 م                | 8 فبراير 1924 | 101 سنوات و108 أيام |
| 3       | تومي موراياما    | رئيس وزراء اليابان                | 1994 – 1996 م                | 3 مارس 1924   | 101 سنوات و85 أيام  |
| 4       | جيمي كارتر       | رئيس الولايات المتحدة             | 1977 – 1981 م                | 1 أكتوبر 1924 | 100 سنوات و238 أيام |
| 5       | مهاتير محمد      | رئيس وزراء ماليزيا                | 1981 – 2003 م؛ 2018 – 2020 م | 10 يوليو 1925 | 99 سنوات و321 أيام  |
| 6       | محمد حسن شرق     | رئيس مجلس وزراء جمهورية أفغانستان | 1988 – 1989 م                | 17 يوليو 1925 | 99 سنوات و314 أيام  |
| 7       | عبد الله واد     | رئيس السنغال                      | 2000 – 2012 م                | 29 مايو 1926  | 98 سنوات و363 أيام  |
| 8       | فالداس أدامكوس   | رئيس ليتوانيا                     | 1998 – 2003 م؛ 2004 – 2009 م | 3 نوفمبر 1926 | 98 سنوات و205 أيام  |
| 9       | رئيف ديزداريفيتش | رئيس رئاسة يوغوسلافيا ‏            | 1988 – 1989 م                | 9 ديسمبر 1926 | 98 سنوات و169 أيام  |
| 10      | تانين كرافيكسين  | رئيس وزراء تايلاند                | 1976 – 1977 م                | 5 أبريل 1927  | 98 سنوات و52 أيام   |

### العشرة الأوائل منذ عام 1800

تشاو سين كوكسال تشوم، أطول زعماء الدولة عمراً

| الترتيب | الاسم                | المنصب                                                | الميلاد | الوفاة | العمر            |
| ------- | -------------------- | ----------------------------------------------------- | ------- | ------ | ---------------- |
| 1       | تشاو سين كوكسال تشوم | القائم بأعمال رئيس وزراء كمبوديا (1962)               | 1905    | 2009   | 103 عام، 143 يوم |
| 2       | جلال بايار           | رئيس وزراء تركيا (1937 – 1939 م)                      | 1883    | 1986   | 103 عام، 98 يوم  |
| 2       | جلال بايار           | رئيس تركيا (1950 – 1960 م)                            | 1883    | 1986   | 103 عام، 98 يوم  |
| 3       | أنطوان بيناي         | رئيس وزراء فرنسا (1952 – 1953 م)                      | 1891    | 1994   | 102 عام، 348 يوم |
| 4       | André Prunet-Foch    | French Viguier in Andorra (1977 – 1980 م)             | 1914    | 2017   | 102 عام، 211 يوم |
| 5       | ناروهيكو هيغاشيكوني  | قائمة رؤساء وزراء اليابان (1945)                      | 1887    | 1990   | 102 عام، 48 يوم  |
| 6       | بابكر عوض الله       | قائمة رؤساء وزراء السودان (1969)                      | 1917    | 2019   | 101 عام، 321 يوم |
| 7       | ويلم دريس            | قائمة رؤساء وزراء هولندا (1948 – 1958 م)              | 1886    | 1988   | 101 عام، 314 يوم |
| 8       | دو مويويي            | رئيس مجلس وزراء فيتنام ‏ (1988 – 1991 م)               | 1917    | 2018   | 101 عام، 241 يوم |
| 8       | دو مويويي            | الأمين العام للحزب الشيوعي الفيتنامي ‏ (1991 – 1997 م) | 1917    | 2018   | 101 عام، 241 يوم |
| 9       | تشانغ تشون           | رئيس وزراء جمهورية الصين ‏ (1947 – 1948 م)             | 1889    | 1990   | 101 عام، 219 يوم |
| 10      | ياسوهيرو ناكاسونه    | رئيس وزراء اليابان (1982 – 1987 م)                    | 1918    | 2019   | 101 عام، 186 يوم |

## الملاحظات
1. 1 2  أصبح ملكًا عند ولادته حيث توفي والده ألفونسو الثاني عشر ملك إسبانيا في العام السابق.
2. ↑  شغل سابقًا منصب رئيس وزراء الكاميرون من 1975 إلى 1982.
3. ↑  شغل في نفس الوقت منصب رئيس مجلس الوزراء السعودي من 2015 إلى 2022.
4. ↑  تضم مملكة النرويج الإقليم التابع لـ سفالبارد.
5. ↑  شغل سابقاً منصب رئيس إيران من 1981 إلى 1989.
6. ↑  في عام 1952، أعلنت الأميرة إليزابيث إعلان تبوء إليزابيث الثانية العرش ملكاً للسبعة عالم الكومنولث. في وقت وفاتها، كانت الملكة الخامسة عشرة الدول ذات السيادة [الإنجليزية] بما في ذلك المملكة المتحدة. وفي الفترة من 1957 إلى 1983، حصلت معظم مستعمراتها البريطانية على الاستقلال، وانضم بعضها إلى الممالك الأخرى في سنوات مختلفة؛ توقفت معظم الدول عن أن تكون مملكة عندما أصبحت جمهوريات.
7. ↑  كان الفاتيكان في نزاع إقليمي مع مملكة إيطاليا من 1870 إلى 1929.
8. ↑  سابقًارئيس المجلس العسكري الانتقالي بتشاد من 2021 إلى 2022، ورئيس تشاد الانتقالي من 2022 إلى 2024.
9. ↑  جيانيندرا أول احتلال للعرش  [لغات أخرى]‏ كان في عام 1950؛ تم عزله في الثورة النيبالية 1951  [لغات أخرى]‏.